# Kashmirboomklever
De Kashmirboomklever (Sitta cashmirensis) is een zangvogel uit het geslacht Sitta.

## Verspreiding en leefgebied
Deze soort komt voor in Afghanistan, India, Nepal en Pakistan.